# Matthäus I. (Lothringen)

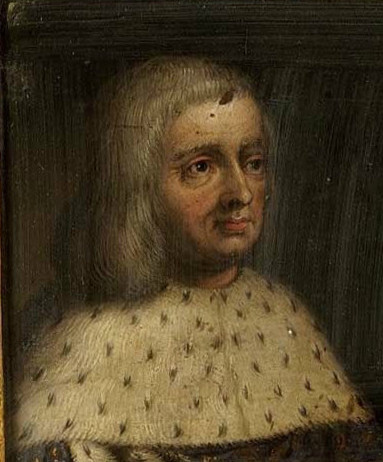
Matthäus I., Porträt aus dem 17. Jahrhundert (Künstler unbekannt, heute in den Uffizien)

Matthäus I. (* um 1110; † 13. Mai 1176) war Herzog von Lothringen von 1139 bis zu seinem Tod. Er war der Sohn Herzog Simons I. (Haus Châtenois) und Adelheid von Löwen.

## Biografie

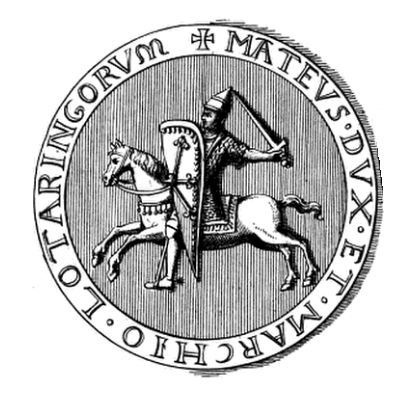
+ MATEUS DUX ET MARCHIO LOTARINGORUM

Er folgte seinem Vater in der Zeit, als die Dynastie der Staufer in Deutschland die Macht übernahm. Matthäus heiratete Bertha von Schwaben, Nichte des Königs Konrad III. und Schwester des späteren Kaisers Friedrich Barbarossa, und festigte dadurch die Verbindungen zwischen Lothringen und dem Heiligen Römischen Reich.
In seinem Herzogtum gelang es ihm, die herzogliche Domäne durch widerrechtliche Übergriffe auf das Hochstift Toul zu erweitern, was ihm im ersten Jahrzehnt seiner Herrschaft auch eine Exkommunikation einbrachte. Gleichzeitig machte er der Kirche umfangreiche Schenkungen und gründete mehrere geistliche Niederlassungen, darunter die Johanniterkomturei bei Laxou, die Abtei Notre-Dame de l’Étanche und die Abtei Clairlieu, in der er und seine Frau begraben wurden.

## Nachkommen
Er heiratete vor dem 25. März 1139, Bertha von Schwaben, † zwischen 18. Oktober 1194 und 25. März 1195, Tochter des Herzogs Friedrichs II. von Schwaben und der Judith von Bayern. Mit ihr hatte er folgende Kinder:
- Sophie von Lothringen, 1163, † 1217 Ehefrau von Heinrich Ostertag von Windstein, 1160, † 1217
- Simon II., † 1206, Herzog von Lothringen
- Friedrich I. von Bitsch, † 1204, Herzog von Lothringen
- Matthäus, † 1208, Graf von Toul
- Dietrich IV., † 1181, Großpropst von Saint-Dié, 1174–1179 (abgesetzt) Elekt von Metz
- Alix, † um 1200; ⚭ 1165 Hugo III., Herzog von Burgund
- Judith, ⚭ um 1170 Stephan II. (Étienne II.), Graf von Auxonne

## Weblink
- Materialsammlung

| Vorgänger | Amt                             | Nachfolger |
| --------- | ------------------------------- | ---------- |
| Simon I.  | Herzog von Lothringen 1139–1176 | Simon II.  |

| Personendaten    | Personendaten           |
| ---------------- | ----------------------- |
| NAME             | Matthäus I.             |
| ALTERNATIVNAMEN  | Matthias von Lothringen |
| KURZBESCHREIBUNG | Herzog von Lothringen   |
| GEBURTSDATUM     | um 1110                 |
| STERBEDATUM      | 13. Mai 1176            |